# 우야신
우야신(吳亞馨, 1983년 10월 8일~)은 타이완의 배우 및 모델이다.